# حبيب بن أبي ثابت
حبيب بن أبي ثابت الكوفي تابعي ومُحدث ثقة، وفقيه من فقهاء الكوفة، توفي عام 119 هـ.

## سيرته
حبيب بن أَبي ثابت، واسمه قيس بْن دينار، ويُقال: قيس بْن هند، ويُقال: هند، و كنيته أبو يحيى الكوفي، مولى بني أسد بْن عبد العزى. تابعي وراوي حديث نبوي من الثقات، روى له الجماعة، قال علي بن المديني: «له نحو مئتي حديث.»، وكان من فقهاء الكوفة، ومفتي الكوفة قبل حماد بن أبي سليمان، قال أبو بكر بن عياش المقرئ: «كَانَ بالكوفة ثلاثة ليس لهم رابع: حبيب بْن أَبي ثابت، و الحكم، و حماد، وكَانَ هؤلاء الثلاثة أصحاب الفتيا، ولم يكن بالكوفة أحد إلا يذل لحبيب.»
مات سنة تسع عشرة ومئة، بينما قال محمد بن سعد البغدادي: «مات في ولاية يوسف بْن عُمَر سنة اثنتين وعشرين ومئة.»

## روايته للحديث النبوي
- روى عن: إبراهيم بن سعد بن أبي وقاص، والأَغَر أبي مسلم، و أنس بن مالك، وثعلبة بْن يزيد الحماني، و حكيم بن حزام، قال الترمذي: «ولم يسمع عندي منه»، وجميل بْن عَبْدِ الرَّحْمَنِ، وذر بْن عَبد اللَّهِ الهمداني، وهو من أقرانه، وذكوان أبي صالح السمان، و زيد بن أرقم، وزيد بْن وهب الجهني، وأبي العباس السائب ابن فروخ المكي، و سعيد بن جبير، وسَعِيد بْن عَبْدِ الرَّحْمَنِ بْن أبزى، وأبي الشعثاء سليم بْن أسود المحاربي، وأبي وائل شقيق بْن سلمة الأسدي، والضحاك المشرفي، و طاووس بن كيسان، وعاصم بْن ضمرة السلولي، و عامر بن واثلة، وعَبْد اللَّهِ بْن باباه، وأبي عَبْد الرَّحْمَنِ عَبْد اللَّهِ بْن حبيب السلمي، و عبد الله بن عباس، و عبد الله بن عمر بن الخطاب، وعروة بن الزبير، وعبد الحميد بْن عَبد اللَّهِ بْن أَبي عَمْرو، وأبي المنهال عَبْد الرَّحْمَنِ بْن مطعم، وعبدة ابن أَبي لبابة وهو من أقرانه، وعروة المزني، وعروة بْن عامر القرشي، و عطاء بن أبي رباح، و عطاء بن يسار، و عكرمة مولى ابن عباس، و علي بن الحسين السجاد، وعمارة بن عمير، والقاسم بْن مُحَمَّدِ بْن عَبْد الرَّحْمَنِ بْن الحارث بْن هشام، وكريب مولى ابن عباس، و مجاهد بن جبر، و محمد بن علي بن عبد الله بن العباس، وهو من أقرانه، وميمون بْن أَبي شبيب، ونافع بن جبير بْن مطعم، ووهب أبي سفيان مولى ابْن أَبي أَحْمَد، وأبي أرطاة، وأبي المطوس، وأبي مُوسَى الحذاء، و أم سلمة مُرسلًا.
- روى عنه: الأجلح بْن عَبد اللَّهِ الكندي، وإسماعيل بْن سالم، وأَبُو يونس حاتم بْن أَبي صغيرة، وحصين بْن عَبْدِ الرَّحْمَنِ السلمي، وحماد بْن شعيب الحماني، و حمزة الزيات، وخالد بْن طهمان الخفاف، وزيد بْن أَبي أنيسة، وأَبُو سنان سَعِيد بْن سنان الشيباني، وسعير بْن الخمس، و سفيان الثوري، و الأعمش، و أبو إسحاق الشيباني، و شعبة بن الحجاج، وطعمة بْن عَمْرو الجعفري، و عبد الله بن عون، و عبد الرحمن بْن عَبد اللَّهِ المسعودي، وعبد العزيز بْن رفيع، وعبد العزيز بْن سياه، و عبد الملك بن عبد العزيز بن جريج، وعُبَيد بْن أَبي أمية والد عُمَر بْن عُبَيد الطنافسي، وأَبُو حصين عثمان بْن عاصم الأسدي، و عطاء بن أبي رباح، وهو من شيوخه، وعمرو بن خالد الواسطي، و أبو إسحاق السبيعي، وهو من أقرانه، و العوام بن حوشب، وقيس بن الربيع، وكامل أَبُو العلاء، وأَبُو الزبير مُحَمَّد بْن مسلم المكي، وهو من أقرانه، و مسعر بن كدام، و مطرف بن طريف، و منصور بن المعتمر، ويزيد بْن زياد بْن أَبي الجعد، و أبو بكر بن عياش المقرئ، وأَبُو بكر النهشلي، وأَبُو هاشم الرماني، وأَبُو يَحْيَى القتات.[2]
- الجرح والتعديل: قال يحيى بن معين و النسائي: «ثقة».[2]

قال العجلي: «تابعي كوفي ثقة»، وقال أبو زرعة الرازي: «لم يسمع من أم سلمة»، وقال أبو حاتم الرازي: «صدوق ثقة، ولم يسمع حديث المستحاضة من عروة» وقال الترمذي عن البخاري: «لم يسمع من عروة بن الزبير شيئًا»، وقال ابن خزيمة في صحيحه: «كان مدلسًا»، وكذلك قال ابن حبان في الثقات.